# Sheila Seebaluck
Sheila Seebaluck, née le 13 décembre 1964, est une athlète mauricienne. 

## Biographie
Elle remporte la médaille de bronze du 800 mètres lors des championnats d'Afrique 1988 à Annaba. Elle est médaillée de bronze du relais 4 × 400 mètres aux Championnats d'Afrique de 1990 et aux Championnats d'Afrique de 1992.  
Elle est médaillée d'or du 800 mètres et du relais 4 × 400 mètres et médaillée d'argent du 400 mètres aux Jeux des îles de l'océan Indien 1985. Elle participe aussi aux Jeux des îles de l'océan Indien 1990 et remporte la médaille d'or du 800 mètres aux Jeux des îles de l'océan Indien 1993.
Elle est sacrée championne de Maurice du 400 mètres en 1983, 1984, 1985, 1989 et 1990, du 800 mètres en 1983, 1984, 1985, 1989, 1990 et 1991 et du 1 500 mètres en 1990 et 19912.